# Kyo Kagen
Kyo Kagen (giapponese: 許 家元; cinese: 許家元T, 许家元S, Xǔ JiāyuánP o Hsu Chia Yuan; Taipei, 24 dicembre 1997) è un goista taiwanese, 9-dan professionista per la Nihon Ki-in. Con la vittoria del 43º Gosei, nel 2018, ha stabilito il primato per il più breve intervallo tra la promozione a professionista e la vittoria di un titolo in Giappone (5 anni e 4 mesi).

## Biografia
Hsu è nato a Taipei, Taiwan. Dopo aver frequentato la scuola elementare, nel 2010 si è trasferito in Giappone per studiare come insei col professionista giapponese Takuji Takabayashi, ed è diventato professionista nel 2013, superando l'esame di qualificazione del 2012; nello stesso anno vinse la decima edizione della Nakano Cup contro Tomoya Hirata. L'anno successivo arrivò secondo nella prima edizione della Globis Cup (mondiale di go under-20), sconfitto da Ryō Ichiriki, e secondo nella Agon Cup, sconfitto da Yūta Iyama; per aver ottenuto 30 vittorie come 1 dan fu promosso a 2 dan. Nel 2015 ha vinto lo Shinjin-O, una competizione per giovani professionisti.. Nel 2016 è arrivato nuovamente secondo alla terza edizione della Globis Cup, questa volta contro il cinese Li Qincheng 2p, ottenendo comunque la promozione a 3p.
Nel 2018 ha ottenuto il grado di 7p per essersi qualificato come sfidante per il 43º Gosei, sconfiggendo lungo il cammino Toramaru Shibano 7p, Cho U 9p, Keigo Yamashita 9p; nella finale ha sconfitto 3-0 il detentore del titolo Yūta Iyama, ottenendo anche il grado di 8p. Nello stesso anno ha vinto la nona edizione della Okage Cup contro Yu Zhengqi.
Nel 2019 ha affrontato Naoki Hane 9p per difendere il 44º Gosei; Hane ha vinto i primi due incontri della finale al meglio delle cinque partite, Kyo Kagen è riuscito a recuperare, vincendo le seguenti due partite, ma ha dovuto abbandonare nella quinta e ultima partita, cedendo a Hane il titolo. Nello stesso anno ha perso la finale del Tengen contro Iyama.
Nel 2020 ha vinto il torneo per determinare lo sfidante per il titolo di Ōza, ma è stato sconfitto 1–3 nella finale contro Toramaru Shibano.
Nel 2021 ha vinto il torneo degli sfidanti per la cinquantanovesima edizione del Jūdan; nella finale ha sconfitto Toramaru Shibano conquistando il titolo; questa vittoria gli ha garantito la promozione a 9 dan. Il 2 ottobre ha sconfitto Iyama Yuta conquistando la ventottesima edizione della Agon Cup. Nello stesso anno ha perso la finale del Ryusei contro Toramaru.
Nella sessantesima edizione del Jūdan ha difeso il titolo sconfiggendo Yu Zhengqi (anch'egli un professionista taiwanese della federazione giapponese) per 3–0.
Nella sessantunesima edizione del Jūdan ha invece perso il titolo, sconfitto da Toramaru Shibano per 3–1.
È stato selezionato come membro della squadra taiwanese di go ai XIX Giochi asiatici del 2023, dove ha partecipato alla competizione maschile a squadre insieme a Xu Haohong, Lai Junfu, Lin Junyan, Xu Jingen e Wang Yuanjun. Nel torneo preliminare ha ottenuto quattro vittorie, inclusa quella contro il giapponese Sada Atsushi, e due sconfitte, quella contro il sudcoreano Shin Min-jun e quella contro il cinese Ke Jie: in questo modo ha contribuito al passaggio del turno di Taiwan come terza in classifica. In semifinale la squadra taiwanese ha incontrato nuovamente quella cinese, venendo ancora sconfitta per 1-4: Kyo è stato nuovamente sconfitto da Ke Jie. Nella finale per il bronzo, Taiwan ha nuovamente incontrato il Giappone, ma il risultato è stato ribaltato rispetto alle qualifiche, con il Giappone che ha sconfitto Taiwan 4-1: Kyo è stato sconfitto da Sada Atsushi.

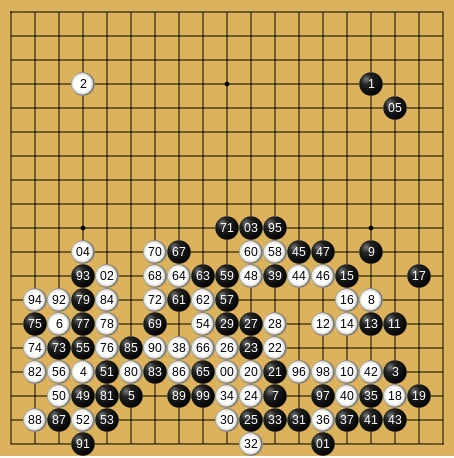
Kyo Kagen (bianco) contro Ryō Ichiriki, finale della prima edizione della Globis Cup

| Grado | Anno | Note                                   |
| ----- | ---- | -------------------------------------- |
| 1 dan | 2013 |                                        |
| 2 dan | 2014 |                                        |
| 3 dan | 2015 |                                        |
| 4 dan | 2016 |                                        |
| 5 dan |      |                                        |
| 6 dan |      |                                        |
| 7 dan | 2017 | Accesso alla Lega S del Kisei.         |
| 8 dan | 2018 | Vittoria della 43ª edizione del Gosei. |
| 9 dan | 2021 | Vittoria della 59ª edizione Jūdan.     |

## Palmarès
| Nazionalqi             | Nazionalqi     | Nazionalqi     |
| Tornei                 | Vittorie       | Finalista      |
| ---------------------- | -------------- | -------------- |
| Ōza                    |                | 1 (2020)       |
| Tengen                 |                | 1 (2019)       |
| Gosei                  | 1 (2018)       | 1 (2019)       |
| Jūdan                  | 2 (2021, 2022) | 1 (2023)       |
| Agon Cup               | 1 (2021)       | 1 (2015)       |
| Okage Cup              | 1 (2018)       |                |
| Coppa Teikei Shunhei   | 1 (2022)       |                |
| Ryusei                 |                | 1 (2021)       |
| Shinjin-O              | 1 (2015)       |                |
| Internazionali         |                |                |
| Tornei                 | Vittorie       | Finalista      |
| Agon Cup Cina-Giappone |                | 1 (2021)       |
| Globis Cup             |                | 2 (2014, 2016) |
| Totale                 | 7              | 9              |